# Tamaspe I
Tamaspe I (em persa: طهماسب; romaniz.: Tahmasp, AFI: [tæhˈmɔːsb]; em azeri: I Təhmasib; 1513 — 14 de maio de 1576) foi influente xá do Império Safávida, sucessor de seu pai Ismail I (r. 1501–1524) e antecessor de Ismail II (r. 1576–1577).